# هارون‌الرشید
ابوجعفر هارون الرشید بن ابی‌عبدالله محمد المهدی بن ابی‌جعفر عبدالله المنصور مشهور به هارون الرشید (زایش ۱۴۹–۱۹۳ ه‍.ق برابر ۱۷ مارس ۷۶۳ – ۸۰۹) در شهر ری زاده شد و در چهل و پنج سالگی بر اثر بیماری در توس خراسان درگذشت. وی پنجمین خلیفهٔ عباسی بود که در سال ۱۷۰ ه‍.ق پس از برادرش هادی به خلافت رسید. در آغاز، با یاری مادرش، خیزران و خاندان برمکی به امور کشور رسیدگی می‌کرد.
دوران هارون‌الرشید را عصر طلایی عباسیان قلمداد می‌کنند؛ تلاش‌ها و فعالیت‌های یحیی برمکی و پسرانش را در امور لشکری و کشوری که موجب رونق و شکوفایی هنر و اقتصاد شده‌بود، را نمی‌توان بی‌تاثیر دانست. اما پس از مدتی اعتماد هارون نسبت به این خاندان سلب شد و باعث سقوط آن‌ها شد. هارون در طول حکومت خود درگیری‌ها و زد و خوردهای بسیاری را از سر گذراند. وی در ابتدا برای جبران ستم‌هایی که هادی نسبت به علویان روا داشته‌بود، با آن‌ها به نرمی رفتار می‌کرد؛ اما آن‌ها در نواحی مختلفی چون افریقیه و دیلم بر ضد او شوریدند، هارون نیز به سرکوب آن‌ها پرداخت. همچنین احتمال داده می‌شود که موسی بن جعفر را نیز او به قتل رسانده‌باشد.
هارون الرشید مدت مدیدی با رومیان در نبرد و صلح‌های موقت به سر می‌برد که این درگیری‌ها موجب ساخت دژهایی میان قلمرو او و رومیان شد. در نهایت خلیفه موفق نشد آن‌ها را شکست دهد و تنها قدرت رومیان را تضعیف کرد. یکی از مسائل مهمی که وی با آن رو به رو بود، جانشینی دو پسرش امین و مأمون بود و برای ممانعت از اختلاف‌های احتمالی میان آن‌ها در ابتدا امین و سپس مأمون و معتصم را جانشین خود کرد؛ وی قلمروی خلافتش را بنا به صلاحدید و توانایی‌های فرزندانش میان آن‌ها تقسیم کرد.
در آخرین سال حکومت وی مردم خراسان بر اثر ستم علی بن عیسی که والی آن منطقه بود با رافع بن لیث همراه شدند و علیه وی شوریدند؛ هارون به همراه مأمون راه خراسان را در پیش گرفت و ناگهان در این راه بر اثر بیماری درگذشت. هارون در منابع مختلف، شخصیت دوگانه‌ای دارد از یک جهت او فردی ظالم و بی‌رحم معرفی می‌شود و از سویی دیگر نسبت به مردم دل‌رحم بوده‌است. خرد وی و همراهی برمکیان با او، پیشرفت اقتصادی، فکری و فلسفی را در طول حکومتش در پی داشت.

## زمینه‌های روی کار آمدن هارون الرشید

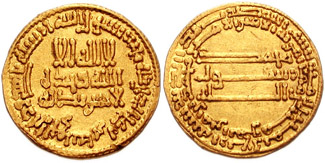
دینار هارون الرشید، ضرب بغداد در ۸۰۰–۸۰۱ میلادی

پدر هارون، در مسئله جانشینی با مشکل رو به رو شده بود چرا که منصور خلافت را بعد از مهدی به برادرزاده‌اش عیسی بن موسی سپرد اما مهدی از این کار امتناع ورزید و فرزند خود هادی را به ولیعهدی خویش برگزید و عیسی را که از این کار ناخرسند و غضبناک شده بود، با اعطای مقداری زمین در سرزمین زاب به همراه ده میلیون دینار پول راضی و از میان راه برداشت، سپس فرزند دیگرش هارون را جانشین هادی اعلام کرد. خیزران، همسر مهدی و مادر این دو پسر به دلیل علاقه خاصی که به هارون داشت، تلاش می‌کرد تا ابتدا هارون بر مسند خلافت بنشیند. از این رو، اقدامات و حیله‌های خاص خود را به کار گرفت و او اولین زنی در تاریخ خلافت عباسیان شناخته شد که نقش و حضور مهمی را در حیات و آینده این حکومت داشته‌است. این زن با استقلال در کاخ خود به طیف وسیعی از امور دولتی می پرداخت؛ امیران و وزیران و سایر گروها برای تصمیم گیری های اضطراری و هنگام گرفتاری‌های شخصی قبل از خلیفه به او مراجعه می کردند، و همچنین خیزران به خاطر دست باز در خزانه کشور و گنجینه های شخصی خلیفه، هر طور که می خواست خرج می کرد و چون امر و نهی اش همان قوت حکم شوهرش را داشت، زمانی که چیزی می خواست، فرقی نمی کرد سیاسی یا شخصی باشد، کنیزان و غلامانش را به داخل یا خارج از کاخ روانه می کرد تا خواسته اش را اجابت کنند و مهدی که همیشه در مقابل خیزران خود را ناتوان می‌یافت، به خواسته های او تن می داد و در اجابت آن می کوشید. به خواست خیزران، مهدی از هادی که در گرگان مشغول نزاعی بود، خواست تا خود او از جانشینی مهدی انصراف دهد ولی هادی نپذیرفت و پس از این ماجرا مهدی برای راضی کردن او، شخصاً راهی ماسبذان شد که در راه بنا به دلایلی درگذشت. برخی مرگ او را زمان شکار می‌دانند که پشت او به در خورد و شکست و مرد. اما روایت دیگری از خوراندن اشتباهی زهر به او توسط یکی از سوگلی‌هایش روایت می‌کند؛ بنابراین با مرگ مهدی، هادی روی کار آمد و در اولین اقدامی که کرد دست مادر خود خیزران را از امور کشور و حکمرانی کوتاه ساخت و علاوه بر این طولی نکشید که هادی هم مشکل جانشینی را مقابل خود یافت. چرا که او درصدد بود تا پسر جوان خود جعفر را به ولیعهدی خود منصوب کند و برای این کار باید هارون که جانشین قانونی او بود، خلع می‌شد و هادی نهایت تلاش خود را به این منظور انجام داد و حتی یحیی برمکی که از هارون حمایت می‌کرد را محبوس ساخت و سرانجام بر آن شد تا هارون را از صحنه خارج کند. اما نقشه خیزران برای کشتن پسرش هادی درست و به موقع انجام شد و در نیمه شبی توسط کنیزان خیزران خفه شد، در همان شب بود که جعفر پسر هادی را از خواب بیدار کرده و برای هارون از همه بیعت گرفت و هارون در ۲۳ سالگی به خلافت رسید و بار دیگر خیزران با همکاری یحیی برمکی اداره امور را به دست گرفت و هیچ کس و هیچ چیز مانعی برای امر و نهی او نبوده و جرات سرپیجی نداشته، اما دیری نپایید که خیزران در سال ۱۷۳ ق درگذشت و از آن زمان بود که هارون به کمک برمکیان به صورت رسمی و مستقل خلافت خود را آغاز کرد.

## اوضاع اجتماعی در زمان خلافت هارون الرشید

### شیوه معیشت در عصر هارون الرشید
تلاش برخی از والیان و امیران برای مقابله با دشمنان و جست و جوی منابع حیات، منجر به فتوحات زیادی در عصر عباسیان شد که آشنایی و گرد آمدن مسلمانان به مراکز فرهنگی نواحی فتح شده را در پی داشت و موجب شکل‌گیری نوع جدیدی از معیشت شد.

#### هارون الرشید و سفره‌های رنگین غذا
مسلمانان با فتح سرزمین‌هایی چون مصر، روم و ایران با غذاهای جدیدی رو به رو شدند که پیش از این حتی آن را ندیده بودند. اعراب این غذاها را اخذ و رفته رفته وارد سفره‌های خود کردند. نخستین کسانی که این غذاها را می‌خوردند خلفا بودند. چنان‌که نقل شده‌است، در یک روز، برای هارون الرشید سی نوع غذا فراهم می‌کردند که هزینه‌ای حدود ده هزار درهم را در پی داشت.

#### برگزاری جشن
اگر بخواهیم از نحوه برگزاری جشن و آداب آن در عصر عباسیان مطلع شویم، می‌توانیم بر اساس منابعی که از آن دوران به جای مانده به جشن عروسی هارون با زبیده اشاره کنیم که در آن نقل شده مهدی، پدر هارون سکه‌های نقره را در ظرفی از طلا یا سکه‌های طلا را در ظرف نقره می‌ریخت و همراه با عود و عنبر به مردم پیشکش می‌کرد.

## حیات سیاسی هارون الرشید

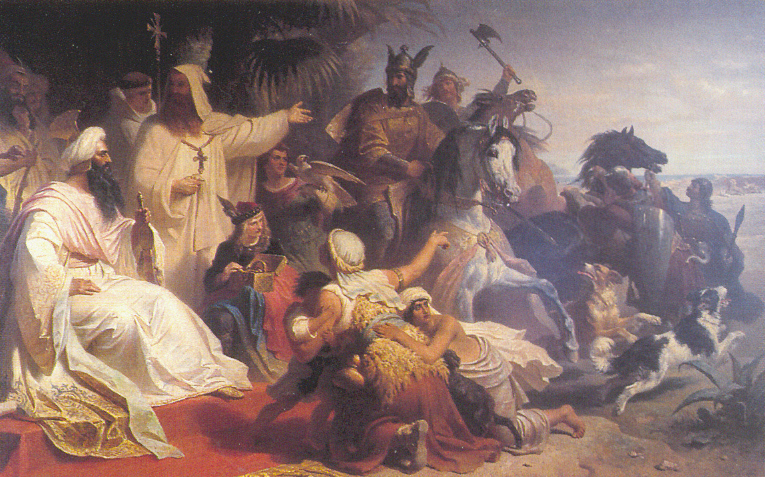
نقاشی از هارون

### شرایط داخلی در عصر هارون‌الرشید

#### هارون و علویان
در ابتدای حکومت، هارون سیاست مسالمت‌آمیزی را با علویان در پیش گرفت که تا حدی توانسته باشد رفتار خشونت‌آمیزی که هادی با آن‌ها داشت را جبران کند و به همین خاطر با آن‌ها به نرمی و ملایمت برخورد می‌کرد و به علویان ساکن در کرج بزرگ اجازه داد تا به مدینه برگردند و استاندار مدینه را نیز که رفتار بدی نسبت به آن‌ها روا داشت را عزل و مورد شکنجه قرار داد.
با این حال، علویان با باور به این اصل که تنها آن‌ها شایسته خلافت هستند. از کارهای خود دست برنداشتند و به مبارزه ادامه دادند. به همین دلیل دیری نپایید که رابطه دوستانه عباسیان و علویان هم چون گذشته، تیره و تار گشت و به مبارزه سختی تبدیل شد.
مسئله یوم فخ که در زمان خلافت هادی منجر به کشته شدن عده زیادی از علویان شده بود، با نجات یافتن دو تن از رهبران آن، در این دوره نیز ادامه یافت. این دو تن، ادریس بن عبدالله بن حسن و برادرش یحیی بودند که ادریس به افریقیه پا نهاد و یحیی به دیلم در شرق رفت.
ادریس که به آفریقا رفته بود در مغرب دور سکنا گزید و از وجود بربرها در اطراف خود بهره برد و اولین حکومت علویان که از درون دولت عباسیان به استقلال رسیده بود به نام ادریسیان را تأسیس کرد. این حکومت که تهدیدی برای دست‌اندازی عباسیان به شمال آفریقا به‌شمار می‌آمد، هارون را بر آن داشت تا این مانع را از سر راه بردارد و بر او پیروز شود. اما دور بودن راه و احتمال گسترش قلمرو ادریسیان و نفوذشان در مصر و شام مانع او شد و هارون برای نابودی ادریس راه دیگری در پیش گرفت و با یاری سلیمان بن جریر که به شماخ معروف بود قصد جان او را کرد و شماخ نیز او را در سال ۱۷۷. ق با سم مسموم کرد؛ ولی مرگ ادریس منجر به نابودی ادریسیان نشد چرا که او با کنیزکی از بربرها ازدواج کرد که بعد از مرگش، فرزندشان متولد شد که نام او را نیز ادریس نهادند. بربرها در یازده سالگی، او را به عنوان جانشین پدر و خلیفه بر خویش انتخاب کردند و با بیعت خویش و اداره و کارهای‌شان را به او محول کردند. در حقیقت، وی مؤسس واقعی ادریسیان بوده‌است. هارون که شاهد قدرت گرفتن این حکومت بود برای مقابله با آن‌ها ابراهیم ابن الاغلب را در منصب استانداری افریقیه قرار داد تا از نفوذ و قدرت آن‌ها بکاهد.
از سویی دیگر، یحیی برادر ادریس نیز در منطقه دیلم نفوذ یافت و هوادارانی یافت که بر قدرت او افزودند و به همین دلیل در سال ۱۷۶. ق علیه عباسیان شورید و عباسیان را برآشفت. دور بودن بغداد از محلی که قیام صورت پذیرفته بود به یحیی قدرت بیشتری می‌داد. اما هارون که تصمیم گرفته بود مانع پیروزی یحیی بشود. از فضل بن یحیی برمکی کمک خواست و فضل نیز با رام کردن یحیی وی را به بغداد نزد هارون برد. هارون که به یحیی مظنون بود و اطرافیان نیز بر این شک می‌افزودند. فضل را برای کنترل یحیی گماشت اما فضل با تأثیری که از یحیی پذیرفت او را آزاد کرد و بلافاصله یحیی به حجاز گریخت و در پی این بود تا مردم آن نواحی را با خود همراه سازد اما طولی نکشید که هارون از ماجرا مطلع شد و از آن سود جست و یحیی را زندانی کرد و پس از مدتی به قتل رساند.
یکی دیگر از موارد جالب توجه دستگیری موسی بن جعفر کاظم در زمان خلافت هارون بود، موسی بن جعفر الکاظم در میان مردم حجاز خود را شایسته مقام امامت و حکومت عباسیان را بی‌اعتبار می‌شمرد و اهالی حجاز نیز از او حمایت می‌کردند و موسی بن جعفر را خلیفه بر حق خویش می‌دانستند همین امر موجب حساسیت هارون شد و موسی بن جعفر الکاظم را به زندان افکند و در سال ۱۸۳. ق از دنیا رفت و به احتمال زیاد به قتل رسید.

##### هارون الرشید و موسی بن جعفر
خلافت هارون الرشید با موسی بن جعفر کاظم که رهبری علویان را برعهده داشت، مقارن بود. از نظر علما و خیل عظیمی از مردم، تنها فرد شایسته‌ای که توانایی سیادت بر عباسیان را داشت، موسی بن جعفر کاظم بود و همین امر حساسیت هارون را در پی داشت و منجر به زندانی شدن موسی بن جعفر کاظم شد. رویارویی هارون و موسی بن جعفر به از لحاظ تاریخی به درستی مشخص نیست و می‌توان بر اساس گفته‌ها این برخورد را در سه بخش جای داد.
بخش اول این چنین نقل می‌کند که هارون ابتدا سیاست مسالمت‌آمیزی را با موسی بن جعفر در پیش گرفت، اما رفته رفته به دلایل مختلفی رفتار خود را تغییر داد و نسبت به موسی بن جعفر و علویان خشم گرفت.
بخش دوم، روایت‌های متعددی را از زندانی شدن موسی بن جعفر حکایت می‌کند. تاریخ دقیقی از نخستین باری که موسی بن جعفر به زندان افکنده شده بود در دست نیست و دومین مرحله از زندانی شدن موسی بن جعفر از سال ۱۷۹. ق آغاز و تا سال ۱۸۳. ق یعنی زمانی که موسی بن جعفر به قتل رسید، ادامه داشت و بخش آخر هم روایت‌هایی از عواملی که منجر به زندانی شدن موسی بن جعفر شده بود را نقل می‌کند.
اما، منبع دیگر چنین نقل می‌کند که، به‌طور قطع در سال ۱۷۹. ق بود که موسی بن جعفر به اجبار هارون به بصره فرستاده شد و در آنجا به عیسی بن جعفر دستور داد تا او را به زندان افکند و سپس موسی بن جعفر را به بغداد آورد و محبوس ساخت و سرانجام در شوال سال ۱۸۳ق بود که موسی بن جعفر در سن پنجاه و پنج سالگی یا چهار سالگی از دنیا رفت. شیعیان باور دارند که موسی بن جعفر توسط هارون مسموم شده‌است و هارون برای این که بی‌گناهی خود را در مرگ او ثابت کند، جنازه را در معرض دید مردم قرار داد تا ثابت کند هیچ اثری از جراحت بر روی بدن موسی بن جعفر وجود ندارد. بنابر روایت دیگر، یحیی بن خالد مسبب مرگ موسی بن جعفر بود.

#### جنبش خوارج علیه خلافت هارون
علویان تنها گروهی نبودند که از تعارض و اختلافات در زمینه شرعی به تنگ آمده بودند و علیه خلفی عباسی شوریدند. خوارج نیز گروه دیگری از مسلمانان بودند که در زمان خلافت هارون در سال ۱۷۸. ق به فرماندهی ولید بن طریف شاری اقدام کردند و در ارمنستان و آذربایجان نیز نفوذ کردند و با تهدید سواد در عراق تا حلوان پیش رفتند. در سال ۱۷۹. ق هارون که متوجه فعالیت این گروه شده بود، یزید بن مزید شیبانی را با نیروی نظامی خود به سوی آن‌ها فرستاد و دو طرف در حدیث الفرات با یک‌دیگر برخورد کردند و سپاه عباسیان موفق شد تا خوارج را شکست دهد.

#### شورش در شام
در سال ۱۷۶. ق نه تنها درگیری‌های قبایلی میان مراکز نیرو آرام نشده بود بلکه بر شدت آن نیز در دمشق افزوده شد و حدود دو سال ادامه یافت و این درگیری‌ها و تعارضات دلیلی شد که هارون در دستگاه اداری خود تغییراتی لحاظ کند که استانداران را نیز در بر می‌گرفت. اما هارون خود کاری از پیش نبرد و در سال ۱۷۸. ق موسی بن یحیی بن خالد و پس از آن با تداوم کشمکش‌ها در سال ۱۸۰ به وسیله جعفر بن خالد سازمان‌بندی و منظم شد.

#### درگیری برضد هارون در افریقیه
در سال ۱۷۱. ق شورش خوارج، فرماندهان سپاه و بربرها علتی بر شدت گرفتن ناآرامی‌ها در افریقیه شد. با شرایط پیش آمده هارون، هرثمه بن اعین را به استانداری افریقیه منصوب کرد تا شورش‌ها را خاموش سازد و امنیت را در میان مردم برقرار سازد. هرثمه به قیروان رفت و توانست شورش‌ها را آرام و بار دیگر امنیت را در میان مردم حاکم سازد. اما طولی نپایید که گروه‌های متعددی از مسلمانان دچار درگیری شدیدی با یک دیگر شدند که منجر به ناآرامی‌های جدیدی در افریقیه شد اما هرثمه موفق به سرکوب آن‌ها نشد. در سال ۱۸۰. ق از خلیفه درخواست برکناری کرد و خلیفه نیز با او موافقت کرد. بعد از او استانداران جدید نتوانستند بر اوضاع تسلط یابند و ابراهیم ابن الاغلب که کارگزار منطقه زاب بود از این موقعیت به نفع خود استفاده کرد و با وعده برقراری دوباره آرامش از خلیفه خواست تا او را به مقام استانداری منصوب کند و در سال ۱۸۴. ق به این مقام دست پیدا کرد. ابراهیم سیاستی را در پیش گرفت که بار دیگر آرامش به منطقه بازگشت و در این دوران افریقیه در اوج شکوه عمرانی و اقتصادی بود و ابراهیم، زمینه شکل‌گیری اغلبیان را فراهم آورد و رفته رفته افریقیه از حکومت مرکزی هارون جدا شد و سلسله جدی اغلبیان در این منطقه به وجود آمد.

#### هارون و درگیری‌هایی در قلمرو شرقی
هارون با دادن آزادی عمل به کارگزارانش و کم‌توجهی به اعمالشان موجب سوءاستفاده آن‌ها نسبت به خودش شد. چرا که آن‌ها تنها به منافع خود می‌اندیشیدند، مالیات‌ها را افزایش می‌دادند و در شکل‌گیری قیام‌های مردمی تأثیر زیادی داشتند که همه این‌ها خود را در خراسان نمودار ساخت. رافع بن لیث در خراسان با یاری بسیاری از مردم خراسان و ماوراءالنهر که از عباسیان خشمگین بودند، بر ضد حکومت مرکزی شورید و مردم نسف هم از او برای نابودی عباسیان یاری خواستند، علی بن عیسی، استاندار، از مناطق تحت حکمرانی خود حفاظت کرد ولی نتوانست شورش را سرکوب کند. در نتیجه، هارون او را عزل و هرثمه بن اعین را به جای او منصوب کرد ولی هرثمه هم بر خشم مردم نسبت به عباسیان افزود و شدت جنبش را بیشتر کرد. به طوری که هارون برای سرکوب شورش شخصاً راهی خراسان شد اما در میانه راه از دنیا رفت.

#### هارون و عزیمت به خراسان
هارون در دوران حکومت خود دو بار قصد رفتن به خراسان را کرد. نخستین بار در سال ۱۸۹. ق بود که راهی خراسان شد اما میانه راه در ری به دلایل نامعلومی بازگشت. در سال ۱۹۲. ق بود که خراسان دچار آشوب شدیدی شده بود و بنابراین او راه خراسان را در پیش گرفت و در این زمان هارون گرفتار مشکلاتی شده بود، زیرا علاوه بر این که خود او به علت ناتوانی علی بن عیسی در فرونشاندن شورش‌ها در خراسان، ماوراءالنهر و سیستان راهی این مناطق شد تا آرامش را بار دیگر در آن نواحی حاکم سازد. از طرف دیگر باید آرامش را در قلمرو خویش برای جانشینان خود مهیا می‌ساخت.
علاوه بر علاقه بیش از حدش به مأمون که اصرارهای او به هارون برای فراهم آوردن صلح در خراسان او را به آن نواحی کشانده بود عوامل دیگری را می‌توان برای عزیمت هارون به خراسان برشمرد.

#### شورش علی بن عیسی در خراسان
یکی از عوامل عزیمت هارون به خراسان، بی‌کفایتی علی بن عیسی در اداره این ولایت مهم بود. در سال ۱۷۹. ق، بود که هارون یحیی برمکی را که استاندار خراسان بود برکنار کرد و بعد از یحیی، منصور بن یزید به جای وی روی کار آمد ولی طولی نکشید که با وجود مخالفت‌های یحیی، علی بن عیسی که سرپرست نگهبانان ویژه خلیفه بود به عنوان حاکم خراسان منصوب گشت ولی با این انتخاب، اتفاقات ناخوشایندی را برای عباسیان رقم زد و آشوب‌ها و شورش‌های متعددی را به دنبال آورد. علی بن عیسی، سیاست نرم‌خویانه یحیی را از بین برد و به طوری که با سیاستی که در پیش گرفته بود خشم و انزجار تمامی بزرگان را نسبت به خود پدیدار ساخت. برای نمونه، حسین بن مصعب که پدر طاهر ذوالیمینین سردار مأمون بود، از اقدامات علی بر ضد حکومت هارون به تنگ آمده بود و از او شکایت کرد و به جز عده کثیری از طریق خویشان خود که در دربار رفت و آمد داشتند یا نوشتن نامه به هارون او را از اعمال زشت علی بن عیسی علیه خویش مطلع ساختند. ابتدا هارون به دلیل محبت تصنعی علی که با فرستادن هدیه به دربار، او را نسبت به خود مطمئن می‌ساخت، نامه‌ها و حرف‌های مردم را نادیده می‌گرفت و چنانچه «سوگند خورد که هر کس که از علی تظلم کند، آن کس را نزدیک وی فرستد.» و هدایای علی به هارون موجب خرسندی خلیفه می‌شد به طوری که یحیی را از این که با گماردن علی بن عیسی در خراسان مخالفت ورزیده بود مورد سرزنش و طعنه قرار داده بود. ولی چندی نگذشت که سخنان یحیی درست از آب درآمد و با حکمرانی علی وضع خراسان روز به روز وخیم‌تر می‌شد و به جای فرستادن هدایا، حکومت باید به خراسان پول می‌فرستاد. در سال ۱۸۳. ق، سیاست‌های غلط علی بن عیسی با شورش مردم به رهبری ابوالخصیب وهیب بن عبدالله نسائی بروز کرد و همچنین نامه علی بن عیسی به هارون در مورد خرابی‌هایی که حمزه به بار آورده بود و علاوه بر این خبرهایی که از اقدامات علی علیه عیسی سخن می‌گفت به دست هارون رسید و همه این عوامل بود که در سال ۱۸۹. ق او را به خراسان کشاند و اما طی دیداری که طرفین با یک دیگر داشتند، علی با اعطای هدایای زیاد هارون را نرم کرد و مانع مؤاخذه او نسبت به خود شد. در واقع هارون کاملاً از ظلمی که علی نسبت به مردم روا داشته بود آگاهی داشت ولی از تخلف و سرپیچی علی بن عیسی نسبت به خود واهمه داشت و سعی کرد که به او اعتماد کند ولی هنوز یک سال از دیدار خلیفه و حاکم خراسان نگذشته بود که خوش‌گمانی خلیفه کاملاً غلط از آب درآمد و خراسانیان بار دیگر از اعمال علی بن عیسی برآشفتند و قیام کردند و این جنبش را رافع بن لیث در سمرقند در سال ۱۹۰. ق ضد علی بن عیسی برافروخته بود. یعقوبی در این باره می‌نویسد «چون رشید دریافت که شورش رافع با طرح و نقشه علی بن عیسی انجام گرفته‌است، هرثمه را با سپاهی برای دستگیری و خلع علی بن عیسی فرستاد. طبری گزارشی از اقدام عیسی پسر علی در برکناری علی بن عیسی می‌داند، زیرا قبلاً وی ادعا کرده بود برای جنگ با رافع، زیور زنانش را فروخته‌است.»
این گزارش بود که خلیفه را از ناتوانی و ضعف علی بن عیسی در مقابل رافع بن لیث مطلع ساخت و زمانی که علی نتوانست شورش‌ها را در خراسان فرو بنشاند، هارون به اشتباه خود پی برد که ساقط کردن برمکیان از امور کشورداری کار درست و به جای نبوده‌است. به همین جهت در سال ۱۹۲. ق با وجود حال نامساعد خویش به سوی خراسان روانه شد و علی بن عیسی را برکنار و به جای او هرثمه بن اعین را حاکم خراسان کرد و از او خواست تا با رافع بن لیث نیز وارد جنگ شود. هارون که از قدرت علی بن عیسی واهمه داشت سیاست جدیدی را در پیش گرفت و از هرثمه خواست تا ابتدا به صورت تصنعی به یاری علی بن عیسی در سرکوبی رافع بن لیث بشتابد و سپس موضع خود را تغییر دهد و در بهترین فرصت علی را دستگیر کند و دارایی‌اش را نیز ضبط کند. هرثمه هم موفق به انجام درست کاری که هارون از او خواسته بود شد و او را به سوی هارون فرستاد تا مجازات شود.

##### شورش رافع بن لیث
از دیگر عواملی که هارون را راهی خراسان کرد، جنبش رافع بن لیث در ماوراءالنهر بود که تا زمان خلافت مأمون تداوم یافت. این جنبش و ناتوانی علی بن عیسی در سرکوب آن موجب برکناری علی بن عیسی توسط هارون شد. رافع بن لیث نوه نصر بن سیار، استاندار خراسان در عهد اموی بود. رافع به همراه علی بن عیسی به عنوان فرمانده لشکر راه خراسان را در پیش گرفته بود و رافع در سال ۱۹۰. ق علیه علی شورید که تا سال ۱۹۴ ادامه داشت که خود بیانگر ستم‌پیشگی علی بن عیسی نسبت به مردم بود. به علاوه رافع نامه‌ای به خلیفه نوشت و در آن تمام کارها و ستم‌هایی که علی نسبت به مردم کرده بود را شرح داد و سپس با همراهی مخالفان دیگر علی بن عیسی، بر گستره جنبش خود افزود و قسمت‌های اعظمی از ماوراءالنهر را تحت سلطه خود درآورد، با آشکار شدن بی‌کفایتی علی برای هارون، از هرثمه بن اعین خواست تا علی بن عیسی را دستگیر و در آرام ساختن جنبش رافع نیز بکوشد و خود او نیز برای سر و سامان دادن به امور، راه خراسان را در پیش گرفت و تنها دلیل مهمی که او را با وجود بیماری به خراسان کشانده بود، شورش رافع بود و طبق منابع موجود هارون خشم خود را از رافع در راه خراسان و دستگیری و کشتن برادرش بشر بن لیث نمودار گشت و همان‌طور که گفته شد، هارون هرثمه را به سرکوب این قیام گماشت و او نیز موفق نشد؛ بنابراین هارون سپاهی را به فرماندهی مأمون گرد آورد و خود او نیز آن‌ها را از پشت سر همراهی می‌کرد. اما در این میان بود که هارون قبل از این که بتواند ثباتی را در آن مناطق حکم‌فرما سازد، درگذشت و مأمون با اوضاع و احوال آشفته خراسان که از یک طرف رافع و از طرف دیگر سر برآوردن شورش حمزه به علاوه عصیان مردم نسبت به ستمی که کارگزاران به آن‌ها روا داشتند تنها مانده بود. با وجود این شرایط، خراسان که هارون به مأمون سپرده بود جایگاه مناسبی برای او نبود و همین امر سبب دست‌اندازی‌ها و درگیری‌های او با امین گشت.

#### هارون الرشید و برمکیان
برمکیان، آل سهل و طاهریان از خاندان‌های ایرانی بودند که برای رسیدن به مقام وزارت در دربار عباسیان می‌کوشیدند. چرا که با گذشت زمان هنوز عده‌ای از خراسانیان تلاش می‌کردند تا انتقام خون ابومسلم را از این خاندان بگیرند و اهداف سیاسی او را که محقق نشده بود، دنبال کنند و به همین منظور می‌کوشیدند عباسیان را نابود کنند اما ناکام ماندند و پس از مدتی، سیاست جدیدی را در پیش گرفتند و به دستگاه حکومتی عباسیان وارد شدند که برمکیان نیز یکی از آن‌ها بودند. یحیی فرزند خالد برمکی، دبیر و وزیر هارون الرشید بود که در به خلافت رسیدن هارون کمک زیادی به او کرد و تهدیدهای هادی که سعی داشت فرزندش، جعفر را، جانشین خود کند، دفع کرد و هارون نیز پس از خلافت به جبران زحمات و قبول شایستگی‌اش او را به وزیر تفویض کرد و با واگذاری دیوان‌ها و دادن اختیارات جدید روز به روز بر قدرت او افزوده شد و به طوری که نامه‌های دیوان خراج به نام او صادر می‌شد که تا قبل از آن بی‌سابقه بود چرا که این نامه‌ها فقط به دستور خلیفه صادر می‌شدند. یحیی دو پسر به نام فضل و جعفر داشت که به کمک آن‌ها در تمامی امور مشارکت می‌کردند و اگر دوران آن‌ها را اوج شکوفایی برمکیان بدانیم، اشتباه نکرده‌ایم. فضل که برادر شیری خلیفه بود به فرمان هارون تربیت امین را به دست گرفت و فرماندهی و اداره برخی از مناطق به ویژه شرق را به او سپرد و فضل نیز در آن مناطق، اقتصاد و عمران را به شکوفایی رساند. جعفر که فرد آرامی بود، پیشکار هارون شد و در همه احوال او را همراهی می‌کرد و این همراهی به حدی بود که خلیفه، اختیار ضراب‌خانه، طراز و برید را به او داد و حتی نام او بر روی سکه‌های درهم و دینار در برخی از شهرها ضرب و استاندار بسیاری از قلمرو عباسی شد و برخی دیگر از افراد این خاندان در امور دیگر هارون را همراهی می‌کردند.
بر اساس اطلاعاتی که منابع مختلف در اختیار ما قرار می‌دهند، برمکیان در پی حکمرانی بودند و این کار را با نزدیک شدن و بر عهده گرفتن مناصب مهم انجام می‌دادند. آن‌ها انسان‌های خردمند و فرهیخته‌ای را پرورش دادند که هارون به جز این افراد، فرد شایسته‌ای را برای سپردن کارهای مهم نمی‌یافت.
برمکیان، در زمان حیات خیزران مادر هارون بود که نفوذ زیادی در دستگاه حکومت داشتند و بعد از مرگ او اعتماد هارون نسبت به برخی از آن‌ها سلب شد و سپس آن‌ها را برکنار ساخت. مورخان برای این اختلافات دلایلی را ذکر کرده‌اند.

##### انگیزه‌های سیاسی و مالی
چند سال پس از روی کار آمدن این خاندان، هارون آن‌ها را مانع بزرگی بر سر راه حکومت خود دید و شاید یکی از دلایل آن گرایش سیاسی بود که برمکیان به علویان و ملی‌گرایی بوده نشان دادند؛ و یکی دیگر از دلایل آن، قدرت منحصری بود که برمکیان در دست داشتند و بدون توجه به خلیفه از آن استفاده می‌کردند و همه این‌ها موجب حساسیت هر چه بیش‌تر هارون الرشید نسبت به آن‌ها می‌شد.
برمکیان در امور مالی سخت می‌گرفتند و حتی بنا بر روایتی خلیفه احتیاج به مبلغ اندکی داشت ولی آن‌ها آن را از خلیفه دریغ می‌کردند و از این راه او را در مسایل سیاسی محدود می‌کردند و خود در صرف هزینه افراط می‌کردند.
در آخر نباید از تأثیر سخنان دشمنان این خاندان علیه‌شان غافل شد و پس از این شبه‌افکنی‌ها بود که هارون در سال ۱۸۷. ق جعفر را به قتل رساند و پس ار او فرزندانش را زندانی و دارایی‌شان را نیز از آن خود کرد. یحیی در سال ۱۹۰ و فضل در سال ۱۹۳ در گذشتند.

### هارون الرشید و رویارویی با خارجیان

#### هارون و رومی‌ها
با تداوم درگیری میان مسلمانان و رومی‌ها در زمان خلافت هارون، جنگ‌هایی که میان آن‌ها رخ داد به نتیجه‌ای نرسید و با گرفتن جزیه از جانب خلیفه روابط آن‌ها همان‌گونه خصمانه باقی ماند و تنها ابهت نظامی مسلمانان به همگان اثبات شد ولی آن‌ها اقدامی علیه رومی‌ها انجام ندادند و تنها سعی کردند که قدرت خود را در مناطقی که فتح کرده بودند ثابت نگه دارند و آرامش را در قلمرو عباسی برقرار سازند.
هارون الرشید بین خود و رومی‌ها مرزبندی دقیقی انجام داد و قدرت نظامی مرزبانان آن منطقه را مستحکم ساخت. با وجود این که به مرزهای رومی‌ها یورش می‌برد از مستحکم ساختن مرزهای خود در برابر حملات احتمالی رومیان نیز غافل نمی‌ماند.
همچنین او دست به ساخت سازمان‌های اداری زد که در امور داخلی خود به حکومت مرکزی وابسته نبودند و از مناطق مرزی هم چون شام و جزیره مستقل بودند.
او در مناطق مرزی دو نهاد ایجاد کرد که سازمان پیش رو و سازمان پشتی بودند. سازمان پیش رو که ثغور جزیره و شام را در بر می‌گرفت و برا مقابله ب گذرگاه‌های کوهستانی بنا شده بود و هارون با ایجاد دژهایی ان‌ها را تقویت کرد و مراکز پشتیبانی آن‌ها را توسعه بخشید. سازمان دیگر، سازمان پشتی!! نام داشت که مناطق پشتی و دژهای جنوبی را در بر می‌گرفت که از انطاکیه تا فرات تداوم داشت و آن‌ها را عواصم می‌نامیدند که پایتخت آن منبج بود که بعدها به انطاکیه منتقل شد و هارون فرزند خود، قاسم را به امیری آن‌جا منصوب کرد. عواصم موظف بود که مناطق ثغور را با وسایل جنگی و نیوی نظامی و دفاعی محافظت کند و نیازهای نظامی آن‌ها را تأمین سازد. در آن طرف رومی‌ها نیز خود را در برابر خطرات مسلمانان مقاوم و آماده ساختند و ثغورهایی از فرات تا قیلیا ساختند و فرماندهان نظامی زبده‌ای را بر آن‌ها گماردند.
پس از مرزبندی طرفین جنگ‌های تابستانی شروع شد و عباسیان با تمام قوای نظامی سعی داشتند تا عرصه را برای رومی‌ها سخت سازند و هارون برای نزدیک بودن به محل جنگ، اقامتگاهش را به رقه انتقال داد؛ و حتی خود او در سال ۱۸۳ در تصرف دژ صفصات حضور داشت و یکی از گروه‌های او تا ساحل دریای اژه پیشروی کرد و در همان سال امپراتور ایرین با مشاهده این اوضاع خواهان صلح با عباسیان شد و هارون نیز آن را پذیرفت اما ایرین بر اثر توطئه‌ای برکنار شد و نقفور اول روی کار آمد او با این فرض که توان مقابله با عباسیان را دارد از پرداخت جزیه سر باز زد و مبلغی را که امپراتور پیشین به عنوان جزیه به آن‌ها پرداخته بود را مطالبه کرد. هارون به شدت از این مسئله برآشفته شد و فوراً نسبت به آن خشونت خود را نشان داد و در سال ۱۸۷. ق به رومی‌ها حمله کرد و نقفور که دید توانایی مقابله با هارون و سپاهیانش را ندارد برای پیشگیری از شکست و عقب‌نشینی سپاه مسلمانان خواستار صلح و پرداخت جزیه شد و هارون نیز به غنایم به دست آورده اکتفا و پیشنهاد نقفور را پذیرفت. اما بار دیگر در سال ۱۹۰. ق نقفور با ارزیابی شرایط به مرزهای آنان حمله کرد و مناطقی را نیز تصرف کرد و این بار سپاه عباسیان به دلیل شرایط بد جوی و مشغول بودن هارون به امور داخلی توان مقابله را نداشتند و شکست را پذیرفتند اما دیری نپایید که با سامان یافتن اوضاع داخلی هارون به رومیان حمله کرد و موفق به تصرف قسمتی از امپراتوری آن‌ها شد. نقفور که در مقابل او احساس ضعف می‌کرد بار دیگر، خواهان صلح شد و هارون بنا به صلاحدید خود و فرارسیدن زمستان با شرایطی آن را پذیرفت. نقفور که با قبول جزیه احساس ضعف می‌کرد و همچنین با دیدن فعالیت مسلمانان در جنوب آسیای صغیر که منجر به نفوذ روزافزون آن‌ها به روم شده بود بار دیگر پیمان خود را نادیده گرفت و به تعمیر دژهایی پرداخت که بر اساس قرارداد، سنگربندی آن‌ها خلاف معاهده به‌شمار می‌آمد و هارون با دیدن این اوضاع بار دیگر در طی یک عملیات نظامی، دژ دبسه را تصرف کرد.
جنگ هارون و رومیان تنها آسیای صغیر را شامل نمی‌شد بلکه او تلاش کرد مراکز مسلمانان در جزایر قریبه را پس بگیرد و سپاهیانش در سال ۱۹۰ به نیروی دریایی رومی در جزیره قبرس حمله کردند و این هجوم زمانی اتفاق افتاد که ساکنان قبرس قرارداد خود را مبنی بر بی‌طرفی‌شان که در سال ۹. ق میان مسلمانان و رومی‌ها بسته شده بود را نقض کردند و علاوه بر این مسلمانان به کرت نیز حمله کردند.
دوران حکومت هارون را می‌توان شکوه عباسیان دانست، خلیفه فهمید که توان نابودی و از پای درآوردن بیزانس را ندارد و فقط توانست آن‌ها را ضعیف کند تا علیه مسلمانان اقدامی نکنند و به همین دلایل نقفور روز مرگ هارون را در سال ۱۹۳. ق برای رومی‌ها عید اعلام کرد.

#### هارون و غربیان
حکومت هارون با شارلمانی در حکومت امپراتوری کارولنژی هم‌زمان بود و روابط آن‌ها با یکدیگر در سال ۱۸۱. ق یعنی با فرستادن دو هیئت به شرق آغاز شد. یکی از آن‌ها به سوی هارون و دیگری به سوی اسقف بزرگ قدس رفت و این منابع از محل گفت و گوی هارون و شارلمانی حرفی نزدند و اعضای هیئت درصدد بودند تا برقراری پیوند و محکم ساختن آن، به هارون پیشنهاد کردند که از مسیحیانی که خواهان رفتن به اماکن زیارتی هستند حمایت کند و به ارتدوکس‌ها نیز توجه داشته باشد. سفر هیئت غربی به مناطق شرقی سه سال طول کشید و در این میان دو تن از روحانیان درگذشتند و تنها یک نفر از آن‌ها با فیلی که هارون به آن‌ها اعطا کرده بود به سوی شارلمان بازگشت. در سال ۱۸۳. ق بود که هارون نیز هیاتی با دو ایرانی و یک مغربی که یکی از ایرانیان نماینده خودش و شخص مغربی نماینده ابراهیم ابن اغلب بود را روانه دربار فرانک کرد و این هیئت همزمان با اسحاق نماینده یهودی شارلمان که با دو تن دیگر نزد هارون آمده بودند، رسیدند و در واقع هیئت ارسالی هارون پاسخ مثبتی به برقراری روابط بیش‌تر با شارلمانی بود. شارلمانی در سال ۱۸۶. ق و هارون در سال ۱۹۲. ق دومین هیئت خود را به دربار یکدیگر فرستادند و روابط آن‌ها رسماً برقرار شد که هر یک از این افراد انگیزه‌ای از برقراری روابط داشتند.

#### اهداف هارون الرشید
یکی از مهم‌ترین دلایلی که هارون به برقراری ارتباط با شارلمانی پاسخ مثبت داد، این بود که با توجه به دشمنی دیرینه رومی‌ها و مسلمانان، ارتباطش را با غرب تقویت کند تا نفوذ معنوی آنان را بر مسیحیان شرق را به کلی از بین ببرد و شاید هدف دیگر او رابطه خصمانه‌ای بود که با آموزان اندلس داشت و در پی آن بود که بار دیگر اندلس را به قلمرو عباسیان برگرداند.

#### اهداف شارلمانی
شارلمانی برای تصرف اندلس به شدت تلاش می‌کرد تا به هدف خود مبنی بر دستیابی به تاج امپراتوری روم، برسد. او برای این کار در ابتدا، نیاز به حمایت معنوی خلیفه داشت تا با ممانعت اعراب اندلس مواجه نشود چرا که در سال ۱۶۲. ق اعراب در مقابل او از خود دفاع کردند و او را شکست دادند. البته میان مورخان دربارهٔ روابطی که هارون و شارلمانی داشتند اختلاف نظرهای زیادی وجود دارد. برخی از مورخان به روابط سیاسی میان عباسیان و کارولنژی‌ها باور ندارند و آن را فاقد صحت تاریخی می‌دانند. روابط تجاری میان دو حکومت را نیز تنها محدود به شهروندان آن دو حکومت می‌دانند و برخی از مورخان نیز، تنها دلیل آشکار رفت و آمد نمایندگان هارون و شارلمانی را به دربار خود، انگیزه دینی تلقی می‌کنند. عده‌ای دیگر از مورخان باور دارند که انگیزه سیاسی مشترک دو طرف باعث وحدت و برقراری روابط دوستانه شد و گروه آخر نیز دشمنی عباسیان با امویان و خصومتی که فرانک‌ها نسبت به رومی‌ها داشتند باعث پیوند آن‌ها شده بود تا هارون با ایستادگی در برابر رومیان و شارلمانی نیز در مقابل امویان از یک دیگر محافظت کنند.

## فرزندان هارون و امور جانشینی
روایت است که هارون پس از دستیابی به خلافت، توجه ویژه‌ای به مسئلهٔ جانشینی نشان داده و بیش از خلفای قبلی نسبت به آن حساسیت نشان داده‌است، زیرا او بر مشکلات خلفای پیشین عباسی در این زمینه واقف بود و قصد داشت تا با وضع سیستمی مناسب در این زمینه، به امور جانشینی سامان ببخشد، اما وقایع بعدی نشان داد که این اقدام او به وقوع مشکلات عدیده و بغرنج منتهی گشت. او در سال ۱۷۵ هجری/ ۷۹۱ میلادی و با اقدامی زودهنگام، فرزند پنج سالهٔ خود، محمد را به ولایتعهدی منصوب کرد و او را امین لقب داد. گمانه‌زنی‌ها بر این است که این اقدام در جهت ناامید ساختن افرادی بود که امید به دوران پس از هارون داشتند، یا شاید به جهت بنا نهادن اساسی‌تر تصمیمات خود در این زمینه بود؛ زیرا همان‌طور که ذکر گردید، هارون، به مشکلات جانشینی در زمان اخلاف خود مانند منصور و مهدی آگاهی داشت و حتی خود نیز در معرض این مشکلات قرار گرفته بود به‌طوری‌که هادی در صدد این بود که هارون را خلع نماید و او نیز به همین علت می‌کوشید تا از بروز دوبارهٔ مشکلات پیشین جلوگیری نماید. هارون در سال ۱۸۳ هجری/ ۷۹۹ میلادی مسئلهٔ جانشینی مأمون را مطرح ساخت که بنابر نظر برخی از منابع، عدم تمایل بنی‌هاشم نسبت به مأمون در این وقفهٔ چندساله مؤثر بود. با این حال اعلام این امر به صورت رسمی تا سال ۱۸۶ هجری/ ۸۰۲ میلادی به تعویق افتاد. بر طبق سخنان یکی از منابع، مشورت‌های هارون با نزدیکانش که در طی آن نسب محمد و لیاقت مأمون مطرح می‌شد به انتخاب دو جانشین قطعیت بخشیده‌است. مأمون از کنیزی به دنیا آمده بود؛ لذا شأن او در میان فرزندان پست تلقی می‌شد. اما با شایستگی‌های علمی و مدیریتی جایگاه خود را تثبیت کرد. همچنین منابع معتقدند که وجود چندین علت مهم و اساسی در تقسیم امپراتوری میان سه فرزند در جهت سهولت در ادارهٔ آن توسط هارون مؤثر بوده‌است که در ادامه ذکر می‌گردد.

خلافت هارون‌الرشید در اوج اقتدار و همسایگان او

دلایل تقسیم امپراتوری میان سه فرزند توسط هارون:
- ضرورت انتخاب ولیعهد
- آگاهی بر توانمندی مأمون و لیاقت و کفایت او در ادارهٔ مسائل حکومتی
- نسب محمد افزون بر حمایت هاشمیان از او
- علاقه‌مندی هارون به سهیم کردن همهٔ فرزندانش در امر حکومت
- گستردگی خلافت عباسیان
- آگاهی هارون بر عدم توانایی لازم در امین برای ادارهٔ امور امپراتوری
- شورش‌ها و ناآرامی‌های پیاپی در شرق و غرب خلافت مانند شورش یمنی‌ها و مضری‌ها در سال ۱۷۶ هجری/ ۷۹۲ میلادی و…
- وجود ضعف در برقراری آرامش در ناحیهٔ شمال آفریقا
- پیدایش دولت ادریسیان و واگذاری امور آفریقا به ابراهیم بن اغلب
- درگیری هارون با دولت بیزانس در سال ۱۸۱ هجری/ ۷۹۷ میلادی
- اقدامات علی بن عیسی در خراسان که به احضار وی در سال ۱۸۳ هجری/ ۷۹۹ میلادی منجر شد

### تعیین سیستم نهایی جانشینی و تثبیت آن
بر طبق بعضی روایات سیستم جانشینی در سال ۱۸۲ هجری/۷۹۸ تعیین گردید و در سال ۱۸۶ هجری/ ۸۰۲ میلادی و در طی سفر هارون به همراه فرزندانش به مکه، در آنجا رسمیت یافت. در مکه، هارون پس از ایراد سخنانی، مردم را از تصمیم خود آگاه کرد و با اهدا عهدنامه‌ها و برقراری تعهدها و سوگندها میان امین و مأمون، به این امر رسمیت بخشید. سپس نسخه‌ای را بر کعبه آویختند و چندین نسخه را به ممالک دیگر فرستادند. روایت است که هارون تصمیمی برای جانشینی فرزند دیگرش، قاسم نداشت اما به جهت سفارش عبدالملک بن صالح او را نیز در خلافت برادران شریک ساخت و خلع یا ابقای او را در هر زمان بر عهدهٔ مأمون گذاشت.

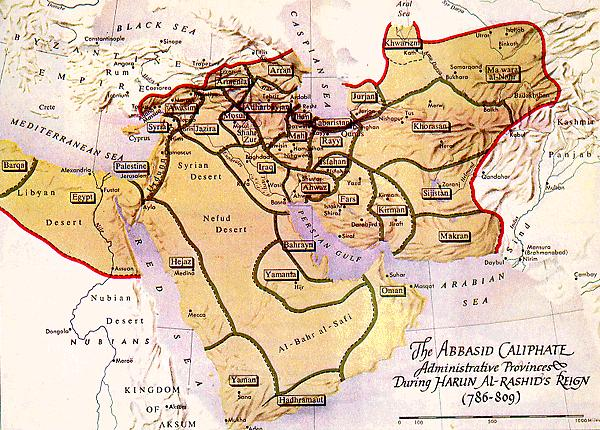
ایالت‌های اداری خلافت عباسی در طول سلطنت هارون‌الرشید (۸۰۹–۷۸۶ میلادی)

### نقش هر یک از فرزندان به همراه قلمرو او
هارون همچنین امارت سرزمین‌هایی را به هریک از پسرانش بخشید که بدین شرح است:
- امارت عراق، شام و سرزمین مغرب را به محمدامین واگذار کرد و او را به عنوان جانشین خود در بغداد مستقر ساخت.
- امارت همدان تا پایان سرزمین‌های مشرق را به عبدالله‌مأمون بخشید و او را به عنوان جانشین امین در مرو اسکان داد.
- امارت سرزمین جزیره و قلاع و بعضی از مناطق آذربایجان و روم را به قاسم اهدا کرد و او را جانشین مأمون ساخت.

### اقدامات پیشگیرانهٔ هارون الرشید
روایت است که هارون از سرنوشت این پیمان و اختلافاتی که ممکن بود به وجود آید در واهمه بود به‌طوری‌که نسبت به محبوس کردن سخن‌چینان اقدام کرد و در هنگام عزیمت به خراسان، از همهٔ شخصیت‌های کشوری و لشکری، برای مأمون دوباره بیعت گرفت که این امر بعدها در جلب حمایت مردم به وسیلهٔ طاهر برای مأمون مؤثر واقع شد. بر طبق روایات، منطقه‌ای مانند مرزهای امپراتوری بیزانس که در آن، احتمال ناامنی و آشوب وجود داشت به قاسم واگذار شد و منطقه‌ای از خلافت که در آن طرفداران هاشمی و معمولی امین بیشتر بودند و صلح نیز جریان داشت به امین واگذار گردید و منطقهٔ شرقی علی‌الخصوص خراسان که با آشوب و بحران عجین بود به دستان مأمون سپرده شد تا با کفایت خویش آنجا را اداره نماید. هارون همچنین برای اطمینان از عدم پیدایش مشکل میان جانشینان، برای آنان قلمرو حکومت مشخص به همراه درآمدهای بسیار در نظر گرفت اما تمام این تدابیر نتوانستند از بروز مشکلات و اختلافات جدی در آینده جلوگیری نمایند.

## منش و شخصیت هارون الرشید
أبو جعفر هارون بن محمد المهدی بن أبی جعفر المنصور مشهور به هارون الرشید فرزند مهدی قریشی هاشمی، سومین خلیفه عباسی و خیزران کنیز یمنی بود که در سال ۱۴۵ در شهر ری دیده به جهان گشود. او در بیست و شش سالگی با وفات برادرش ا هادی در ربیع‌الاول ۱۷۰ ق طبق وصیت پدرش مبنی بر ولیعهد خواندش، چهارمین خلیفه عباسیان گشت.
بر اساس منابع، از همان ابتدا که کودکی بیش نبود نشانه‌های خرد و تیزهوشی در او نمایان شد و زمانی که به سنین جوانی رسید، پدرش مهدی با تشویق و حمایت‌های خیزران که او را برتر از برادرش هادی می‌دانست، به عنوان ولیعهد خویش برگزید.
هارون در شمار مشهورترین خلفای عباسی قرار دارد و دوران حکومت او را، عصر طلایی حکومت عباسی می‌دانند. دولت عباسیان در این عصر به جایگاهی رسید که هیچ‌گاه به آن دست نیافته بود و به مرکز رشد علم و ادب و تجارت جهانی تبدیل شد. این ویژگی‌های هارون‌الرشید، نه تنها او را در میان مردم شرق به شهرت رساند بلکه در میان غربیان محبوبیت یافت و آن‌ها به تحلیل و پژوهش در مورد او پرداختند و حتی بعضی از پادشاهان اروپایی برای دیدار و نزدیکی به او کوشیدند.
در اطلاعاتی که از هارون به دست ما رسیده‌است، گاهی خیال‌پردازی با واقعیت‌های تاریخی توأم شده و صفات‌های متضادی که در یک شخص پدید نمی‌آید را در کنار هم، به هارون نسبت داده‌اند. برای مثال او فرد سیاسی قاطعی بود و خشونت منصور و شیوه‌های حکومتی او را در پیش گرفته بود ولی در عین حال برای جلب رضایت مردم از خود، نرم‌خو و بخشنده بود و به امورشان رسیدگی می‌کرد و حتی طبق گزارش‌هایی که به ما رسیده‌است، برای مطلع شدن از اوضاع و احوال روزگار خود به صورت ناشناس به میان مردم و محافل‌شان می‌رفت، از دیگر خصوصیات او حساس، نازک‌دل و افراط در انتقام‌جویی بود و گاهی نیز مهربان و دل‌سوز بود و همدردی خود را با گریستن ابراز می‌کرد.
زمینه‌های شعر و ادب را در برخورد هارون با ادبا و فقیهان می‌توان مشاهده کرد چرا که هارون از آن‌ها تکریم می‌کرد و سعی داشت آن‌ها را به خود نزدیک گرداند و حتی در شمار مشوقان تعریب «عربی کردن» بود و جلساتی را با سطح بالای فکری برگزار می‌کرد.
این ویژگی‌های شخصیتی متناقض از هارون، در واقع، نمایان‌گر نوع تربیت و زمانه‌ای بود که هارون در آن زندگی می‌کرد و همچنین از ویژگی‌های روحی او نیز نشات می‌گرفت؛ زیرا او در دوره‌ای رشد یافته بود که از یک سو، به دلیل پیشرفت علم و فلسفه و اوضاع خوب اقتصادی، فرهنگ و تمدن شکوفا شده بود و از سویی دیگر در اوج ثروت و رفاه به عنوان یک فرمانده نظامی تربیت یافته بود و همه این عوامل شخصیت متناقضی از هارون را جلوه‌گر ساختند.

## مرگ هارون الرشید

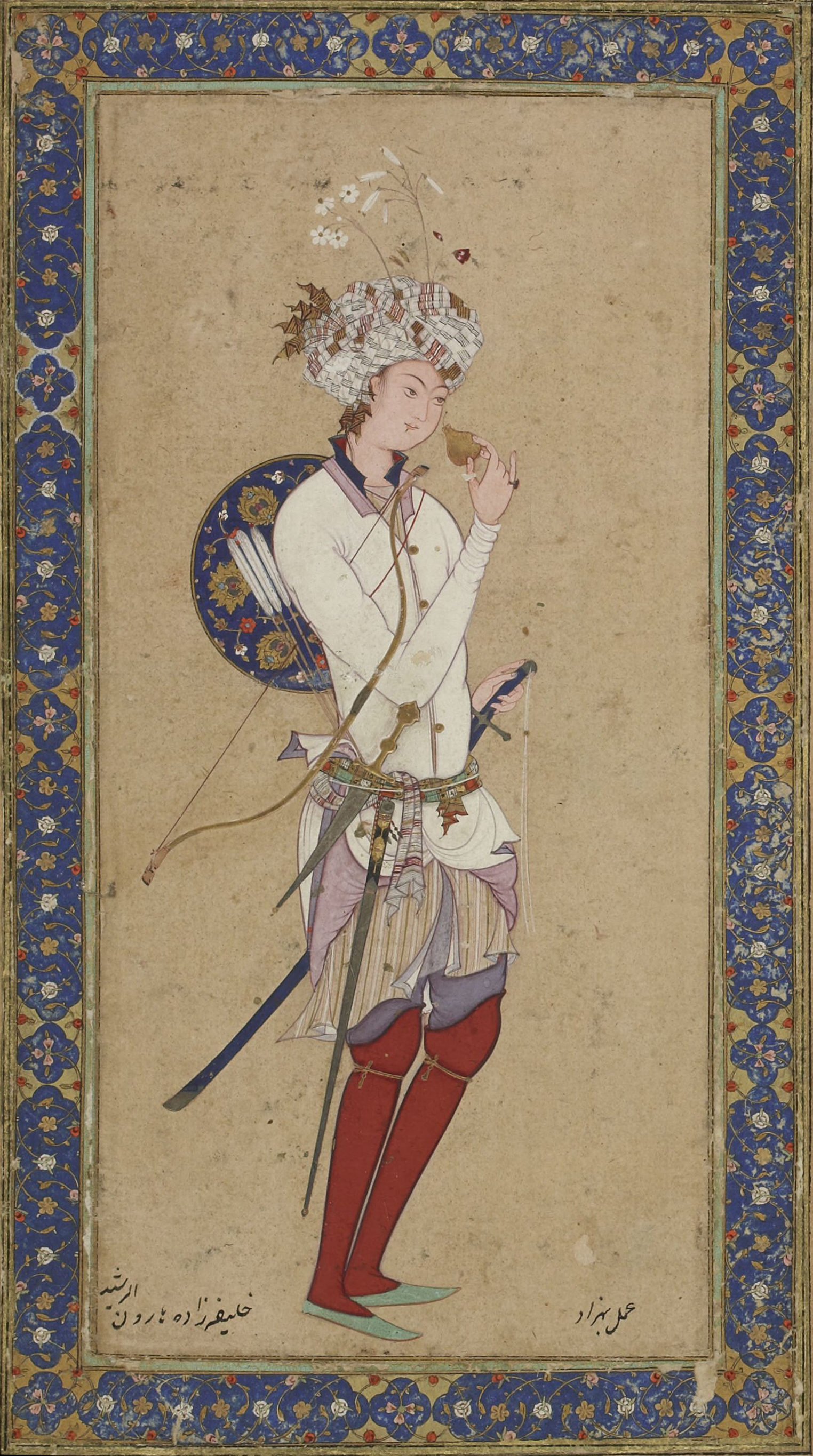
تابلو نقاشی از هارون الرشید

همان‌طور که گفته شد، علی بن عیسی با بی‌عدالتی و تعارض به حقوق مردم خراسان آن‌ها را به ستوه آورده بود و اهالی این سرزمین به یاری رافع بن لیث دست به شورش زدند. هارون برای آرام کردن اوضاع از هرثمه بن اعین یاری خواست و او نیز علی را دستگیر کرد، از سوی دیگر رافع در سمرقند بود و هارون برای روشن کردن تکلیف او با همراهی مأمون، پسرش به سوی خراسان شتافت. در طوس بود که به شدت بیمار و ناتوان گشت یا احتمال داده می‌شود که از پیش بیماری داشت و در راه بر شدتش افزوده شد و مأمون را به تنهایی برای رسیدگی امور روانه مرو کرد و هارون در آخرین ساعات زندگی، برادر رافع را به قصاب سپرد و به دو نیم کرد و چند ساعت پس از این اتفاق در جمادی الآخر سال ۱۹۳ ق در حالی که ۴۵ سال داشت و موهای مجعدش تازه به سفید شدن گراییده بود، درگذشت.